# Prcek a velryba
Prcek a velryba (v anglickém originále The Squirt and the Whale) jsou 19. díl 21. řady (celkem 460.) amerického animovaného seriálu Simpsonovi. Scénář napsal Matt Warburton a díl režíroval Mark Kirkland. V USA měl premiéru dne 25. dubna 2010 na stanici Fox Broadcasting Company a v Česku byl poprvé vysílán 6. ledna 2011 na stanici Prima Cool.

## Děj
Když je Homer pobouřen vysokým účtem za elektřinu, navštíví Veletrh alternativních zdrojů a zakoupí větrnou turbínu. Nejprve turbína produkuje přebytek elektřiny, kterou Simpsonovi nedokážou spotřebovat, takže se Homer rozhodne, že dům bude odpojen od rozvodné sítě. Brzy zjistí, že když nefouká vítr, tak nemají elektřinu. Homer se snaží pohánět turbínu s větráky zapojenými do domu Neda Flanderse, ale Ned je rozzlobeně odpojí. Jednoho večera Bart ručně otáčí turbínu, aby Líza mohla v televizi sledovat Doktora House, a když se modlí za vítr, městem se prožene silná větrná bouře. Příští ráno se Líza a Bart projíždějí městem, aby prozkoumali zničené město a objevili vyplavenou modrou velrybu na pláži.
Líza se o velrybu okamžitě začne zajímat a pojmenuje ji Modřenka mořská. Vyzývá své rodiče, aby pomohli navrátit Modřenku do moře, ale Marge se obává, že Líza bude velmi zklamaná, protože osud velryb vyplavených na souš je obvykle špatný. Homer shromažďuje obyvatele města a neúspěšně se pokouší pohnout s Modřenkou. Když se blíží noc, Líza se rozhodne zůstat u Modřenky a začne jí číst její výňatky z básně „Svět pod mořskou hladinou“ ze sbírky poezie „Stébla trávy“ od Walta Whitmana. Líza se probouzí a vidí, jak je Modřenka zachráněna za pomocí vrtulníků. Poté se Líza probudí a uvědomí si, že to byl pouze sen a že Modřenka zemřela.
Homer se pokouší utěšit Lízino zlomené srdce, zatímco Bart a Milhouse, kteří plánují, že budou mrtvou velrybu pitvat, se vracejí na pláž a objevují, že policie se chystá dynamitem odpálit tělo Modřenky, protože nemůže zůstat na pláži. Výsledky jsou katastrofální a její ostatky jsou všude po pláži, což obyvatelé města vybízí, aby použili zbytky Modřenky pro produkty, jako jsou korzety a parfémy. Líza smutně prochází městem, kde jí každý zvuk připomíná Modřenku. Rozhodne se jít na pláž, kde spatří dvě velryby – považované za Modřenčiny potomky – obklopená několika žraloky. Homer se najednou objeví se člunem (který si vypůjčil v obchodě) a s harpunou a spolu s Lízou spěchá k záchraně mláďat. Zastaví je dva ekologičtí aktivisté, kteří varují Lízu, že být ekologickým aktivistou znamená podporovat všechny živočichy (včetně žraloků, kromě švábů). Líza souhlasí a zastaví Homera v střelbě na žraloky, který ale neúmyslně padá přes palubu. Ekoaktivisté radí Homerovi, aby zasáhl žraloky ocelovým kyblíkem, což by je přimělo buď odplout, nebo urychlit Homerovu smrt. Když ekologičtí aktivisté hodí kbelík na Homera, zasáhne ho do hlavy, což způsobí, že krvácí a připluje ještě více žraloků a Homera obklíčí. Naštěstí se objevuje otec velrybích mláďat, který zachrání mladé velryby a Homera tím, že odstrčí žraloky pryč. Nakonec rodina Simpsonových sleduje, jak tři velryby plavou po moři, a jsou přesvědčeni, že se jim bude dařit. Homer předpokládá, že velrybí otec si najde „slečnu chobotnici“ a že „čekají malou chobovelrybu!“ Marge pak navrhuje, aby večer nakreslili obrázky o Homerově předpovědi. Přes závěrečné titulky hraje píseň „La Mer“, zatímco jsou zobrazeny obrázky, které Simpsonovi nakreslili.

## Kulturní odkazy
Bartův tabulový gag, který se vysílal na mnoha stanicích, zní: „South Park – Stáli bychom při vás, kdybychom se nebáli.“, což je odkaz na kontroverzi kolem epizod Městečka South Park 200 a 201, které satirizovaly kontroverze kolem zobrazování muslimského proroka Mohameda. To vedlo k výhrůžkám tvůrcům Městečka South Park Treyi Parkerovi a Mattu Stoneovi a původní vysílání epizody 201 21. dubna 2010 bylo společností Comedy Central silně cenzurováno, než bylo přímo zakázáno. V epizodě se také objevují narážky na herce Williama Shatnera, kdy má Komiksák na sobě korzet a říká, že je kapitán Kirk ze Star Treku I, a poté, když korzet povolí, říká, že se z něj stává Star Trek I, Star Trek II, Star Trek V, Star Trek: Generace a nakonec Kauzy z Bostonu.

## Přijetí
V původním americkém vysílání díl zhlédlo asi 5,94 milionu domácností a v demografické skupině diváků ve věku 18–49 let získal dle Nielsenu rating 2,8 a podíl 8, čímž se stal druhým nejsledovanějším a nejlépe hodnoceným pořadem v rámci bloku Animation Domination po repríze Griffinových.
Díl získal pozitivní recenze od kritiků, přičemž mnozí z nich chválili úvodní tabulový gag. 
Robert Canning ze serveru IGN.com udělil epizodě známku 9,3 z 10 a poznamenal, že epizoda „byla naprostým skvostem“. Dále uvedl: „Bylo to vtipné a hřejivé. V době, kdy mnozí říkají, že seriál ztratil své kouzlo, dokázala epizoda z nedělního večera, že i staří mazáci vám jednou za čas ukáží, jak se to dělá.“. Na závěr uvedl, že se jednalo o „zatím nejlepší díl řady“.
Emily VanDerWerffová z The A.V. Clubu udělila epizodě hodnocení B. Uvedla: „Myslím, že to byla opravdu dobře zpracovaná verze příběhu, který jsme viděli už několikrát, kdy se Líza zaplete do nějaké nepravděpodobné záležitosti, zjistí, že je zklamaná, a ze špatné nálady ji dostane až to, když se kolem ní semkne rodina.“. Zároveň však poznamenala, že se díl „příliš snažil tlačit na šťastný konec“.
Jason Hughes z TV Squad epizodu také kladně ohodnotil slovy: „Konečně dobrá – možná dokonce skvělá – epizoda. Prcek a velryba nacpali do prvních několika minut Alternative Energy Expa více smíchu než do celé stopáže většiny posledních dílů.“.
Eric Goldman ze serveru IGN popsal úvodní tabulový gag jako „vtipný, který s využitím sebeironie říká, že Simpsonovi nemohou s Městečkem South Park plně vydržet – a přitom jasně říká, že je producenti skutečně podporují, když toto téma vůbec nastolili“.
Robert Canning ze serveru IGN díl v recenzi řady označil za jednu z nejlepších epizod řady srovnatelnou s Levákem od vedle.